# 刺槐属
刺槐属（学名：Robinia）是豆科蝶形花亚科下的一个属，为落叶乔木或灌木植物。该属共有约20种，分布于美洲。

## 物种
本属包括以下物种：
- 毛洋槐 Robinia hispida
- 红花洋槐 Robinia neomexicana
- 刺槐 Robinia pseudoacacia

栽培种
- Robinia × ambigua